# César Pérez
César Pérez, né le 29 novembre 2002 à Cerrillos au Chili, est un footballeur international chilien. Il évolue au poste de milieu central au Unión La Calera.

## Biographie

### En club
Né à Cerrillos au Chili, César Pérez est formé par le Deportes Magallanes. Il commence à s'entraîner avec l'équipe première à partir de 2019, alors qu'il n'a que 17 ans. C'est avec ce club qu'il débute en professionnel. Il joue son premier match le 17 septembre 2020, lors d'une rencontre de deuxième division chilienne face au Deportes Copiapó (en). Il entre en jeu et se fait remarquer en inscrivant également son premier but en professionnel (4-4 score final).
Le 24 février 2022, César Pérez rejoint le Unión La Calera.
Il découvre alors la première division chilienne, jouant son premier match dans cette compétition le 1er avril 2022 face au Colo-Colo. Il entre en jeu et son équipe s'incline par quatre buts à zéro.
Pérez inscrit son premier but pour le club le 11 février 2023, à l'occasion d'un match de championnat face au CDP Curicó Unido. Il est titularisé et participe à la victoire de son équipe par trois buts à deux.

### En sélection
Il représente l'équipe du Chili des moins de 23 ans, jouant un match avec cette sélection le 31 août 2022 contre le Pérou. Il entre en jeu et son équipe s'impose par un but à zéro,.
En juin 2023, César Pérez est convoqué pour la première fois avec l'équipe nationale du Chili, par le sélectionneur Eduardo Berizzo.

## Statistiques

### En sélection nationale
| Saison                | Sélection             | Phases finales        | Phases finales | Phases finales | Phases finales | Éliminatoires CDM | Éliminatoires CDM | Éliminatoires CDM | Matchs amicaux | Matchs amicaux | Matchs amicaux | Total | Total | Total |
| Saison                | Sélection             | Compétition           | M              | B              | Pd             | M                 | B                 | Pd                | M              | B              | Pd             | M     | B     | Pd    |
| --------------------- | --------------------- | --------------------- | -------------- | -------------- | -------------- | ----------------- | ----------------- | ----------------- | -------------- | -------------- | -------------- | ----- | ----- | ----- |
| 2022-2023             | Chili                 | -                     | -              | -              | -              | -                 | -                 | -                 | 0              | 0              | 0              | 0     | 0     | 0     |
| 2023-2024             | Chili                 | Copa América 2024     | 1              | 0              | 0              | 1                 | 0                 | 0                 | 2              | 0              | 0              | 4     | 0     | 0     |
| Total sur la carrière | Total sur la carrière | Total sur la carrière | 1              | 0              | 0              | 1                 | 0                 | 0                 | 2              | 0              | 0              | 4     | 0     | 0     |